# 康奈尔大学校长列表
以下曾是康奈尔大学的校长：